# 普杜帕莱耶姆阿格拉哈拉姆
普杜帕莱耶姆阿格拉哈拉姆（Pudupalaiyam Aghraharam），是印度泰米尔纳德邦Namakkal县的一个城镇。总人口4994（2001年）。

## 人口
该地2001年总人口4994人，其中男性2583人，女性2411人；0—6岁人口521人，其中男269人，女252人；识字率65.08%，其中男性为75.34%，女性为54.09%。